# Lauroppia breviseta
Lauroppia breviseta är en kvalsterart som beskrevs av Vasiliu och Ivan 1999. Lauroppia breviseta ingår i släktet Lauroppia och familjen Oppiidae. Inga underarter finns listade i Catalogue of Life.